# Hochschulen in Thüringen
Im deutschen Bundesland Thüringen gibt es derzeit vier Universitäten, vier Fachhochschulen, eine Kunsthochschule, eine Verwaltungsfachhochschule, eine duale Hochschule sowie zwei private Hochschulen.

## Geschichte
Eine erste Universität wurde im Jahr 1392 in Erfurt als dritte Universität Deutschlands gegründet (Universitas Studii Erfordiensis). Sie bestand zunächst bis 1816 und wurde 1994 als Universität Erfurt wiedergegründet. Da Erfurt aber politisch kein Teil Thüringens war, sondern zu Kurmainz gehörte, wurden schnell Forderungen nach einer Universität für die Thüringischen Staaten laut. Daraus resultierte 1558 die Gründung der Universität Jena durch Johann Friedrich I., die als Landesuniversität der Ernestiner fungierte, nachdem sie die Universität Wittenberg verloren hatten.
Daneben weist die Forstausbildung in Thüringen eine lange Tradition auf. 1801 wurde im Herzogtum Sachsen-Meiningen die Forstakademie Dreißigacker gegründet, die als Forsthochschule bis 1843 bestand. Kurz darauf entstand die Großherzoglich-Sächsische Forstlehranstalt Eisenach. Später wurde bis 2008 die Forstausbildung in Thüringen an der Fachhochschule für Forstwirtschaft in Schwarzburg geleistet, bevor sie 2006 an der Fachhochschule Erfurt angesiedelt wurde.
Als gegen Ende des 19. Jahrhunderts breitere Bevölkerungsschichten Zugang zu einer universitären Bildung erlangten, mussten die Kapazitäten ausgeweitet werden. So wurden 1860 die Großherzoglich-Sächsische Kunstschule, der Vorläufer der Bauhaus-Universität Weimar, 1872 die Orchesterschule Weimar, aus der die Hochschule für Musik Franz Liszt Weimar hervorging, und 1894 das Thüringische Technikum als Vorläufer der TU Ilmenau gegründet. Alle drei befanden sich im Staat Sachsen-Weimar-Eisenach, der die Führungsrolle unter den thüringischen Staaten innehatte. Nun waren in Thüringen neben der Volluniversität Jena auch eine technische und zwei künstlerische Lehranstalten vorhanden. 1908 sollte noch die Großherzoglich Sächsische Kunstgewerbeschule Weimar daneben treten, die 1919 im Staatlichen Bauhaus zu Weimar aufging.
1902 wurde die Königlich Preußische Fachschule für Kleineisen- und Stahlwarenindustrie Schmalkalden gegründet. Aus ihr entwickelte sich 1991 die heutige Fachhochschule Schmalkalden (seit 2015 Hochschule Schmalkalden). Zudem bestand von 1919 bis 1926 die Hochschule für Schauspielkunst Meiningen.
Die Vorläufer der 1994 wiederbegründeten Universität Erfurt waren die 1954 gegründete Medizinische Akademie Erfurt sowie die Pädagogische Hochschule Erfurt/Mühlhausen, die auf das 1929 gegründete Pädagogische Institut zurückging und 1953 wiedererrichtet und 1969 zur Hochschule wurde. Beide Hochschulen knüpften an die Tradition der alten Universität Erfurt an, aus der Medizinischen Akademie wurde schließlich auch die Universitätsgesellschaft Erfurt gegründet. Während die Medizinische Akademie nur von 1990 bis 1992 noch als Medizinische Hochschule Erfurt fortgeführt und schließlich zu Gunsten der medizinischen Ausbildung in Jena aufgegeben wurde, bestand die Pädagogische Hochschule als Pädagogische Hochschule Erfurt am Standort Erfurt fort und wurde 2001 in die neue Universität Erfurt eingegliedert. 2003 wurde die zuvor von der katholischen Kirche getragene Theologische Fakultät Erfurt, die Nachfolgerin des 1952 errichteten Philosophisch-Theologischen Studiums Erfurt war, als vierte Fakultät in die Universität integriert.
In jüngerer Zeit wurden noch vier weitere Fachhochschulen gegründet, um das Bildungsangebot in Thüringen weiter zu vervielfältigen. 1946 wurde mit der Ingenieurschule für Gartenbau in Erfurt der Grundstein der heutigen Fachhochschule Erfurt gelegt. Die Fachhochschule Jena entstand 1991 (2012–2014 Ernst-Abbe-Fachhochschule Jena, seit 2014 Ernst-Abbe-Hochschule Jena), die Thüringer Verwaltungsfachhochschule in Gotha und Meiningen 1994 und die Fachhochschule Nordhausen 1997 (seit 2012 Hochschule Nordhausen). Aus den Berufsakademien Eisenach und Gera ging 2016 die Duale Hochschule Gera-Eisenach hervor.
In den 2000er-Jahren kamen auch private Hochschulen nach Thüringen. 2006 wurde in Gera die SRH Fachhochschule für Gesundheit (seit 2016 SRH Hochschule für Gesundheit) gegründet. Sie erhielt 2007 die staatliche Anerkennung und besteht bis heute fort. Von 2008 bis 2013 bestand in Erfurt die Adam-Ries-Fachhochschule, die in der IUBH aufging. 2019 hat diese IUBH ihrem Sitz von Bad Honnef nach Erfurt verlegt, wodurch die Studierendenzahl um 50 % (~25.000 Studierende) gestiegen sind. Mittlerweile hat die Hochschule etwa 75.000 Studenten (2021) und tritt als IU Internationale Hochschule auf. Ebenso von 2008 bis 2013 bestand die FH Kunst in Arnstadt. Ihr Lehrbetrieb wurde aufgrund eines Insolvenzverfahrens eingestellt.

## Übersicht
| Uni/Hochschule | Grün- dung | Bestehen in heuti- ger Form | Promo- tions- recht | Habili- tations- recht | Studentenzahl                                | Studentenzahl | Studentenzahl   | Fakultäten / Fach- bereiche | Schwerpunkte                             |
| Uni/Hochschule | Grün- dung | Bestehen in heuti- ger Form | Promo- tions- recht | Habili- tations- recht | WS18/19                                      | WS16/17       | WS10/11         | Fakultäten / Fach- bereiche | Schwerpunkte                             |
| --- | ---------- | --------------------------- | ------------------- | ---------------------- | -------------------------------------------- | ------------- | --------------- | --------------------------- | ---------------------------------------- |
| Friedrich-Schiller-Universität Jena | 1558       | 1991                        | ja                  | ja                     | 17.179                                       | 17.523        | 21.378          | 10                          | Volluniversität                          |
| Technische Universität Ilmenau | 1894       | 1992                        | ja                  | ja                     | 5.608                                        | 6.253         | 6.439           | 5                           | Technik und Medien                       |
| Universität Erfurt | 1392       | 1994                        | ja                  | ja                     | 5.758                                        | 5.715         | 5.500           | 4+1                         | Geistes- und Sozialwissenschaften        |
| Bauhaus-Universität Weimar | 1860       | 1996                        | ja                  | ja                     | 3.735                                        | 3.781         | 3.849           | 4                           | Bauwesen, Kunst und Medien               |
| Hochschule für Musik Franz Liszt Weimar | 1872       | 1956                        | ja                  | (ja)                   | 843                                          | 810           | 850             |                             | Musik                                    |
| Ernst-Abbe-Hochschule Jena | 1991       | 1991                        | nein                | nein                   | 4.549                                        | 4.487         | 4.901           | 8                           | Technik, Wirtschaft und Soziale Arbeit   |
| Fachhochschule Erfurt | 1946       | 1991                        | nein                | nein                   | 3.937                                        | 4.238         | 4.617           | 8                           | Architektur, Logistik und Soziale Arbeit |
| Hochschule Schmalkalden | 1902       | 1991                        | nein                | nein                   | 2.518                                        | 2.696         | 2.942           | 5                           | Technik und Wirtschaft                   |
| Hochschule Nordhausen | 1997       | 1997                        | nein                | nein                   | 2.342                                        | 2.332         | 2.548           | 2                           | Technik, Wirtschaft und Soziale Arbeit   |
| Fachhochschule für öffentliche Verwaltung Gotha (Sitz) / Meiningen                                                                                           | 1994       | 1994                        | nein                | nein                   | 445                                          | 422           | ca. 550         | 3                           | Verwaltung, Steuern und Polizei          |
| IU Internationale Hochschule bis 2013 Adam-Ries-Fachhochschule Erfurt (privat; seit 2019 Sitz in Erfurt; bis 2021 Internationale Hochschule Bad Honnef Bonn) | 2008       | 2013                        | nein                | nein                   | ~ 22.500 (alle 15 Standorte deutschlandweit) | 442 (2013)    | 264             |                             | Wirtschaft                               |
| SRH Hochschule für Gesundheit Gera (privat) | 2006       | 2006                        | nein                | nein                   | 1.169                                        | 1.015         | 400             |                             | Gesundheitswesen                         |
| HMU Health and Medical University (privat) | 2020       | 2021                        | nein                | nein                   |                                              |               |                 |                             | Gesundheitswesen                         |
| Duale Hochschule Gera-Eisenach, Standort Eisenach | 1998       | 2016                        | nein                | nein                   | 558                                          | 521           | 1440 (WS 18/19) |                             | Technik und Wirtschaft                   |
| Duale Hochschule Gera-Eisenach, Standort Gera | 1998       | 2016                        | nein                | nein                   | 839                                          | 727           | 1440 (WS 18/19) |                             | Technik, Wirtschaft und Soziales         |

Berufsakademien in Thüringen:
- Berufsakademie Eisenach
- Berufsakademie Gera
- Internationale Berufsakademie – Studienort Erfurt